# Hậu vệ (bóng đá)

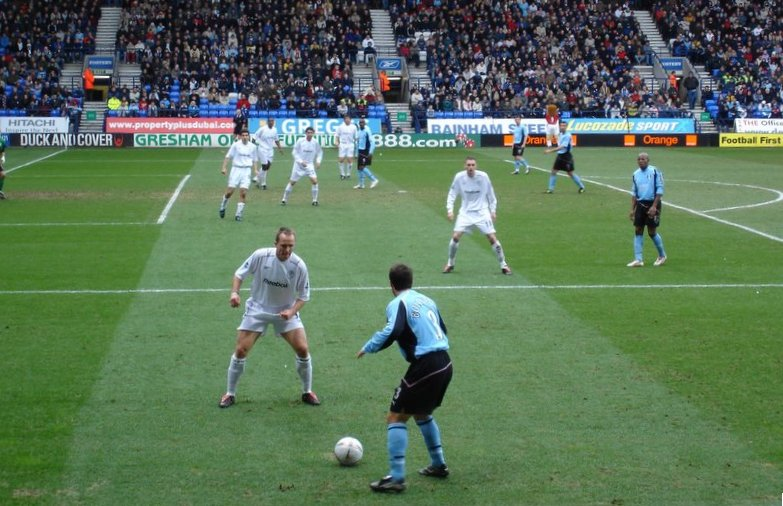
Một cầu thủ Bolton (áo trắng) là hậu vệ, đang cố gắng cản tiền đạo Fulham (áo xanh) không cho tạt bóng. Tuy nhiên cầu thủ này thật ra là tiền đạo, đang lấp vào vị trí hậu vệ.

Hậu vệ (viết tắt trong các trận đấu quốc tế là DF, tiếng Anh: defender; viết tắt trong tiếng Việt là HV) trong bóng đá là cầu thủ chơi ở vị trí phía sau hàng tiền vệ và có nhiệm vụ hỗ trợ cho thủ môn, ngăn cản đối phương ghi bàn thắng. Hiện tại, trong bóng đá có hai kiểu hậu vệ chính là hậu vệ trung tâm (trung vệ) và hậu vệ biên (hậu vệ cánh).

## Hậu vệ trung tâm

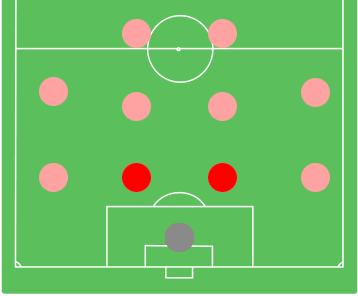
Vị trí trung vệ trong đội hình 4-4-2 (màu đỏ)

### Trung vệ
Hậu vệ trung tâm, hay còn được gọi là trung vệ, viết tắt là CB (tiếng Anh: Center Back) là ngăn chặn cầu thủ đối phương, đặc biệt là tiền đạo, không cho ghi bàn, và đưa bóng ra khỏi khu vực cấm địa, chơi ở vị trí giữa của hàng hậu vệ. Đa số đội bóng có hai trung vệ, đứng chắn trước thủ môn. Hai chiến thuật phòng thủ chính có sử dụng trung vệ là "phòng thủ khu vực", trong đó mỗi trung vệ sẽ lãnh một khu vực cụ thể trên sân, và "một kèm một", trong đó mỗi trung vệ sẽ lãnh một cầu thủ cụ thể bên đối phương. Trung vệ thường là những cầu thủ cao to, đánh đầu tốt và có khả năng xoạc bóng. Khả năng đọc trận đấu cũng là một đòi hỏi quan trọng với vị trí này. Đôi khi, đặc biệt trong các trận đấu chất lượng thấp, các trung vệ ít khi tập trung vào kiểm soát và chuyền bóng mà chỉ lo phá bóng theo kiểu an toàn là trên hết. Tuy nhiên, đã có truyền thống là các trung vệ không chỉ có kiến thức cơ bản trong bóng đá, mà còn phải có khả năng kiểm soát bóng tốt hơn.
Vị trí này trước đây gọi là nửa trung tâm. Trong nửa đầu thế kỷ 20, khi đa số đội chơi theo đội hình 5-3-2, hai cầu thủ ở phía sau được gọi là hậu vệ đầy đủ và hàng 3 cầu thủ phía trên họ gọi là nửa hậu vệ. Khi đội hình thay đổi, cầu thủ đứng giữa trong cặp 3 này, nửa trung tâm, di chuyển xuống ở vị trí thấp hơn, nên mới được gọi như vậy. Cầu thủ bên phải và bên trái được gọi là nửa phải và nửa trái. Trung vệ thường đứng ở nửa sau của sân mà họ có nhiệm vụ phòng thủ, nhưng những hậu vệ cao cũng thường đi lên vòng cấm địa đối phương khi đội của họ đá phạt góc hoặc đá phạt, để tận dụng khả năng không chiến của họ.
Một số hậu vệ trung tâm xuất sắc hiện nay: Virgil van Dijk, Sergio Ramos, Samuel Umtiti, Gerard Piqué, Diego Godín, Matthijs de Ligt, Giorgio Chiellini, Raphaël Varane, Kalidou Koulibaly, Thiago Silva, Leonardo Bonucci,  John Stones, Stefan de Vrij, Milan Škriniar, Marquinhos

### Hậu vệ quét
Hậu vệ quét (viết tắt là SW; tiếng Anh: Sweeper) là một loại trung vệ linh hoạt hơn có nhiệm vụ "quét" banh nếu như đối phương vượt qua được hàng hậu vệ thấp nhất. Vị trí này tự do hơn các hậu vệ ở vị trí khác là phải kèm cặp tiền đạo đối phương. Do đó, vị trí này còn được gọi là Libero (tiếng Ý nghĩa là tự do). Khả năng đọc trận đấu của hậu vệ quét quan trọng hơn so với trung vệ. Một hậu vệ quét đôi khi được xem là người tạo ra các đường bóng phản công, và do đó cần phải có khả năng khống chế và chuyền bống tốt hơn một trung vệ mẫu mực. Tuy nhiên, hậu vệ quét thường là những cầu thủ chuyên phòng thủ. Ví dụ như trong hệ thống catenaccio (phòng ngự đổ bê tông) của bóng đá Ý trong thập niên 1960, có một hậu vệ quét thuần túy chỉ đi lởn vởn ở khu vực phía sau.

Đội hình 5–3–2 với một hậu vệ quét

Trước Viani, một số nhà phê bình cho rằng Ottavio Barbieri là trò hậu vệ quét ở bóng đá Ý trong thời gian ông làm huấn luyện viên của Genoa. Ông sử dụng một hàng hậu vệ, với ba hậu vệ kèm người và một hậu vệ cánh. Mặc dù các hậu vệ quét có thể được kỳ vọng trong việc xây dựng các đợt phản công, và đòi hỏi khả năng kiểm soát bóng và chuyền bóng tốt hơn so với các trung vệ điển hình, nhưng tài năng của họ thường bị giới hạn trong lĩnh vực phòng thủ. Theo Schianchi, Ivano Blason được coi là hậu vệ quét thực sự đầu tiên ở Ý, người - dưới sự dẫn dắt của huấn luyện viên Alfredo Foni với Inter và sau đó là Nereo Rocco với Padova. Armando Picchi cũng là một người thể hiện xuất sắc của biến thể truyền thống hơn của vị trí này trong đội Grande Inter của Helenio Herrera vào những năm 1960.

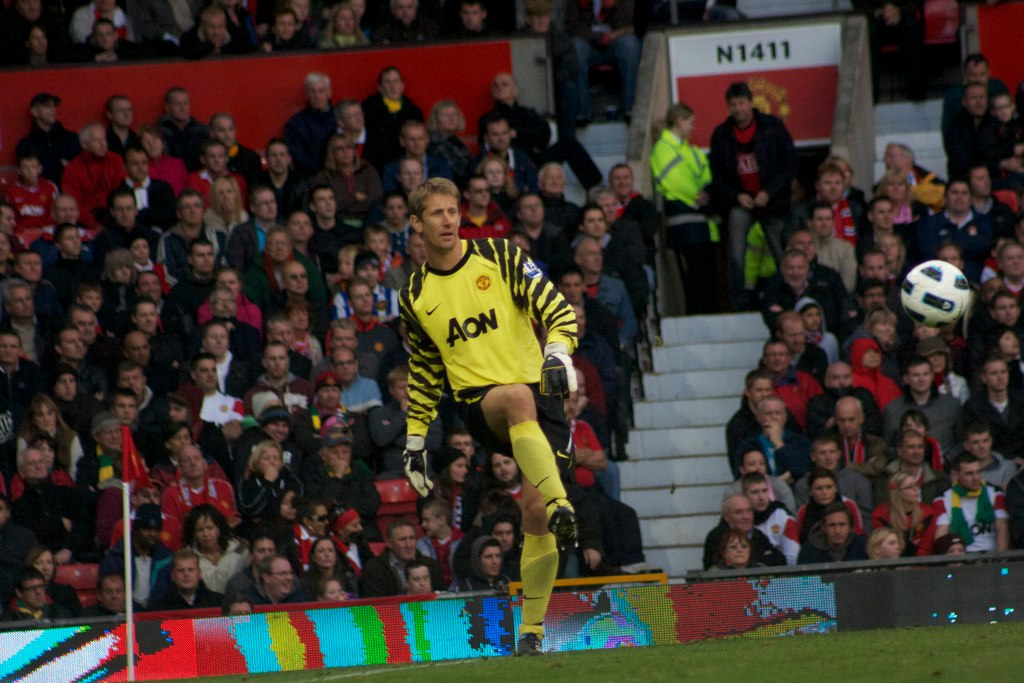
Edwin van der Sar, được thể hiện khi đang thi đấu cho Manchester United trong mùa giải 2010–11, được coi là một trong những người tiên phong của vai trò hậu vệ quét.

Vai trò hậu vệ quét trong bóng đá hiện đại được cho là do Franz Beckenbauer khởi xướng khi ông chơi cho Bayern Munich và Tây Đức vào những năm 1960 và 1970. Những cầu thủ khác cũng thành công ở vị trí này bao gồm Gaetano Scirea, Morten Olsen và Elías Figueroa. Giorgio Mastropasqua nổi tiếng với việc cách mạng hóa vai trò của hậu vệ quét ở Ý trong những năm 1970. Ông là một trong những người đầu tiên thể hiện vai trò hậu vệ quét hiện đại, không chỉ phòng ngự chắc chắn mà còn tham gia tấn công hiệu quả. Các hậu vệ khác cũng được mô tả là hậu vệ quét bao gồm Bobby Moore, Daniel Passarella, Franco Baresi, Ronald Koeman, Fernando Hierro, Matthias Sammer và Aldair, nhờ kỹ năng cầm bóng, tầm nhìn và khả năng chuyền dài của họ. Mặc dù ít được sử dụng trong bóng đá hiện đại, đây vẫn là một vị trí được đánh giá cao và đòi hỏi nhiều kỹ thuật.
Việc sử dụng hậu vệ quét thành công gần đây nhất là của huấn luyện viên Otto Rehhagel tại UEFA Euro 2004. Rehhagel đã sử dụng Traianos Dellas như một hậu vệ quét của Hy Lạp với thành công vang dội, khi Hy Lạp trở thành nhà vô địch châu Âu.
Mặc dù vị trí này đã trở nên lỗi thời trong các sơ đồ bóng đá hiện đại, do việc sử dụng cách bố trí theo khu vực và bẫy việt vị, một số cầu thủ như Daniele De Rossi, Leonardo Bonucci, Javi Martínez và David Luiz đã đóng vai trò tương tự như một trung vệ trong sơ đồ 3–5–2 hoặc 3–4–3; ngoài kỹ năng phòng ngự, kỹ thuật và khả năng chơi bóng của họ cho phép họ tiến lên khu vực giữa sân sau khi giành lại bóng và hoạt động như một tiền vệ kiến thiết thứ hai cho đội của họ.

## Hậu vệ biên

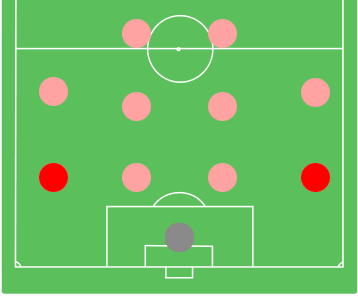
Vị trí hậu vệ biên trong đội hình 4-4-2

Hậu vệ biên (viết tắt là FB/RB/LB; tiếng Anh: Full Back/Right Back/Left Back) đứng ở nhiều vị trí phòng thủ khác nhau ở trên phần sân nhà. Nhiệm vụ chính của họ là ngăn cầu thủ đối phương tạt bóng hoặc chuyền bóng vào vùng cấm địa. Trong một số hệ thống phòng thủ, những hậu vệ biên phải kèm cặp tiền đạo đối phương, không cho tấn công. Đa số các hậu vệ cánh cũng được đòi hỏi phải cung cấp các hướng tấn công bằng cách dâng lên dọc theo cánh và tạt bóng vào giữa. Trong đội hình 2-3-5 truyền thống, hai cầu thủ ở cuối hàng hậu vệ trước thủ môn gọi là hậu vệ biên. Họ được phân biệt với các tiền vệ thủ (3 trong đội hình 2-3-5). Đội hình này ít sử dụng trong các trận đấu hiện đại, đa số các đội sử dụng đội hình bốn hậu vệ, nhưng từ hậu vệ cánh vẫn được sử dụng. Hậu vệ biên giờ đây có vị trí rộng ở hàng hậu vệ, và thường xuyên di chuyển vào giữa để lấp kín khoảng trống.
Hậu vệ biên truyền thống theo kiểu Anh là những cầu thủ to lớn và thường dùng "tiểu xảo", có nghĩa là đá bóng vào chân đối phương có chủ ý, một hành động được xem là đúng luật ở Anh nhưng lại là vi phạm luật ở các nước khác, và đã gây ra nhiều tranh cãi khi các trận đấu bóng đá được quốc tế hóa kể từ sau thập niên 1950. Hiện nay nó đã bị cấm, và do đó cũng tạo ra những vai trò khác cho hậu vệ cánh. Vai trò của hậu vệ cánh thường liên quan đến yếu tố tấn công: trong một số đội hình hậu vệ cánh đã thay cho cầu thủ chạy cánh và thường được yêu cầu dâng lên để chuyền ra các vị trí khác như tiền vệ hay tiền đạo. Hậu vệ biên hiện đại thường nhanh nhẹn, mạnh trong việc chuồi bóng và thể lực tốt để chạy lên/xuống trên sân hoặc có thể tự ghi bàn

## Hậu vệ cánh tấn công

Vị trí hậu vệ chạy cánh trong đội hình 5-2-3

Hậu vệ cánh tấn công (viết tắt là WB/RWB/LWB; tiếng Anh: Wingback/Right Wingback/Left Wingback) hay còn gọi là hậu vệ tự do, là một biến thể hiện đại của hậu vệ biên với yếu tố tấn công được nhấn mạnh hơn. Vị trí này thường có mặt trong đội hình 3-5-2, và có thể xem là một phần quan trọng của tiền vệ. Nhưng họ cũng có mặt trong hệ thống 5-3-2 và nhiều chức năng hậu vệ hơn.
Trong quá trình phát triển của bóng đá, hậu vệ cánh tấn công là sự kết hợp của tiền vệ cánh và hậu vệ biên. Hiện nay nó là một trong những vị trí quan trọng nhất trong bóng đá hiện đại. Hậu vệ cánh tấn công mạo hiểm hơn hậu vệ biên và được yêu cầu phải năng động hơn trong đội hình không có tiền vệ cánh. Một hậu vệ biên tấn công cần phải có thể lực cực tốt, có thể tạt bóng và phòng thủ hiệu quả khi tiền đạo đối phương tấn công dọc hành lang. Một tiền vệ phòng ngự thường được yêu cầu bọc lót khi hậu vệ cánh dâng lên cao để tham gia tấn công cùng tiền vệ hay tiền đạo.